# Oliver Burke
Oliver Jasen Burke (Kirkcaldy, 7 april 1997) is een Schots voetballer die bij voorkeur als vleugelspeler speelt. Hij verruilde West Bromwich Albion in september 2020 voor Sheffield United. Burke debuteerde in 2016 in het Schots voetbalelftal.

## Clubcarrière
Burke is afkomstig uit de jeugdopleiding van Nottingham Forest. Op 19 september 2014 tekende hij een profcontract. Vijf dagen later debuteerde hij in de League Cup tegen Tottenham Hotspur. Op 14 februari 2015 maakte de Schot zijn competitiedebuut tegen Blackpool. Begin 2015 werd hij verhuurd aan Bradford City. Hij maakte op 29 december 2015 zijn eerste treffer in de Championship tegen Cardiff City.
Burke tekende op 29 augustus 2016 een contract voor vijf jaar bij RB Leipzig, dat hem voor circa €15.000.000,- overnam van Nottingham Forest. Hij was een vaste waarde in het team van Leipzig en dat wekte Engelse interesse in hem op. Hij tekende in augustus 2017 een contract tot medio 2022 bij West Bromwich Albion, dat circa €16.300.000,- voor hem betaalde aan RB Leipzig. West Brom leende hem tweemaal uit, aan Celtic en Deportivo Alavés. In september 2020 stapte hij over naar Sheffield United FC.

## Interlandcarrière
Burke werd in 2016 voor het eerst opgeroepen voor het Schots voetbalelftal. Op 29 maart van dat jaar maakte hij zijn debuut tegen Denemarken. Op 9 juni 2019 maakte hij zijn eerste internationale doelpunt voor Schotland in een gewonnen wedstrijd tegen Cyprus (2-1).
2 Laird ·
3 Buchanan ·
4 Klarer ·
5 Sanderson ·
6 Bielik  ·
7 Hansson ·
9 May ·
10 Jutkiewicz ·
11 Wright ·
12 Leonard ·
13 Paik ·
14 Anderson ·
15 Chang ·
17 Dykes ·
18 Willumsson ·
19 Gardner-Hickman ·
20 Cochrane ·
21 Allsop ·
23 Sampsted ·
24 Iwata ·
25 B. Davies ·
26 Harris ·
27 Khela ·
28 Stansfield ·
33 Yokoyama ·
45 Peacock-Farrell ·
48 Mayo ·
Coach: C. Davies
· Assistent-coach: Petty
· Assistent-coach: Gardiner
· Assistent-coach: Huddlestone